# 迪鲁瓦活佛
迪鲁瓦活佛在清朝被封为绰尔济，称额日和绰尔济（此据蒙古文献翻译，汉文原文待查），大蒙古国及中华民国大陆时期被封为呼图克图，称迪鲁瓦呼图克图；现称迪鲁瓦活佛。藏传佛教格鲁派活佛系统，先后驻锡内蒙古鄂尔多斯部班钦召、外蒙古（今蒙古国）纳鲁班钦寺，今在美国及俄罗斯卡尔梅克共和国驻锡。

## 沿革
迪鲁瓦活佛系统被视为印度高僧帝洛巴的转世，该活佛系统也由此而得名。该活佛系统在蒙古地区转生，起初在内蒙古地区，后改至外蒙古地区。自阿旺洛桑丹增起，被大蒙古国哲布尊丹巴及中华民国封为呼图克图，称“迪鲁瓦呼图克图”。后来阿旺洛桑丹增流亡美国，成为美国卡尔梅克人的宗教领袖。现在该活佛系统被卡尔梅克人崇奉。

## 历世迪鲁瓦活佛
此处不计追认，列出自转生蒙古以来的历世迪鲁瓦活佛。
| 世数   | 生年     | 认定年份 | 卒年     | 汉文姓名                         | 藏文姓名 | 蒙古文姓名 |
| ------ | -------- | -------- | -------- | -------------------------------- | -------- | ---------- |
| 第一世 | （不详） | ——       | （不详） | 纳旺丹增嘉措                     |          |            |
| 第二世 | （不详） | （不详） | （不详） | 玛胡日达                         |          |            |
| 第三世 | 1740年   | （不详） | 1856年   | 达木确·雅仁皮勒                  |          |            |
| 第四世 | （不详） | （不详） | 1884年   | 拉希彭策格                       |          |            |
| 第五世 | 1884年   | （不详） | 1965年   | 迪鲁瓦·阿旺洛桑丹增              |          |            |
| 第六世 | 1972年   | （不详） | 在世     | 额尔德尼·巴萨诺维奇·奥姆巴迪科夫 |          |            |